# Robert Hennet
Robert Joseph Charles Hennet (ur. 22 stycznia 1886 w Schaerbeek, zm. 2 lutego 1957 w Saint-Gilles) – belgijski szermierz, złoty medalista olimpijski.

## Kariera
Robert Hennet brał udział w igrzyskach olimpijskich w Sztokholmie w 1912 jako reprezentant Belgii. Zdobył złoty medal w szpadzie drużynowej razem z Paulem Anspachem, Victorem Willemsem, Henrim Anspachem, Jakiem Ochsem i Gastonem Salmonem. Był tam także piąty w szabli drużynowej, a we florecie indywidualnym odpadł w półfinałach. Brał też udział w igrzyskach olimpijskich w Antwerpii w 1920 roku, zajmując czwarte miejsce w szabli drużynowej, szóste we florecie drużynowym oraz siódme w szabli indywidualnej.